# Нью-Хоп (Миннесота)
Нью-Хоп (англ. New Hope) — город в округе Хеннепин, штат Миннесота, США. На площади 13,6 км² (13,2 км² — суша, 0,1 км² — вода), согласно переписи 2000 года, проживают 20 873 человека. Плотность населения составляет 1582,5 чел./км².
- Телефонный код города — 763
- Почтовый индекс — 55427, 55428
- FIPS-код города — 27-45628[1]
- GNIS-идентификатор — 0648510[2]